# 非洲犹太人

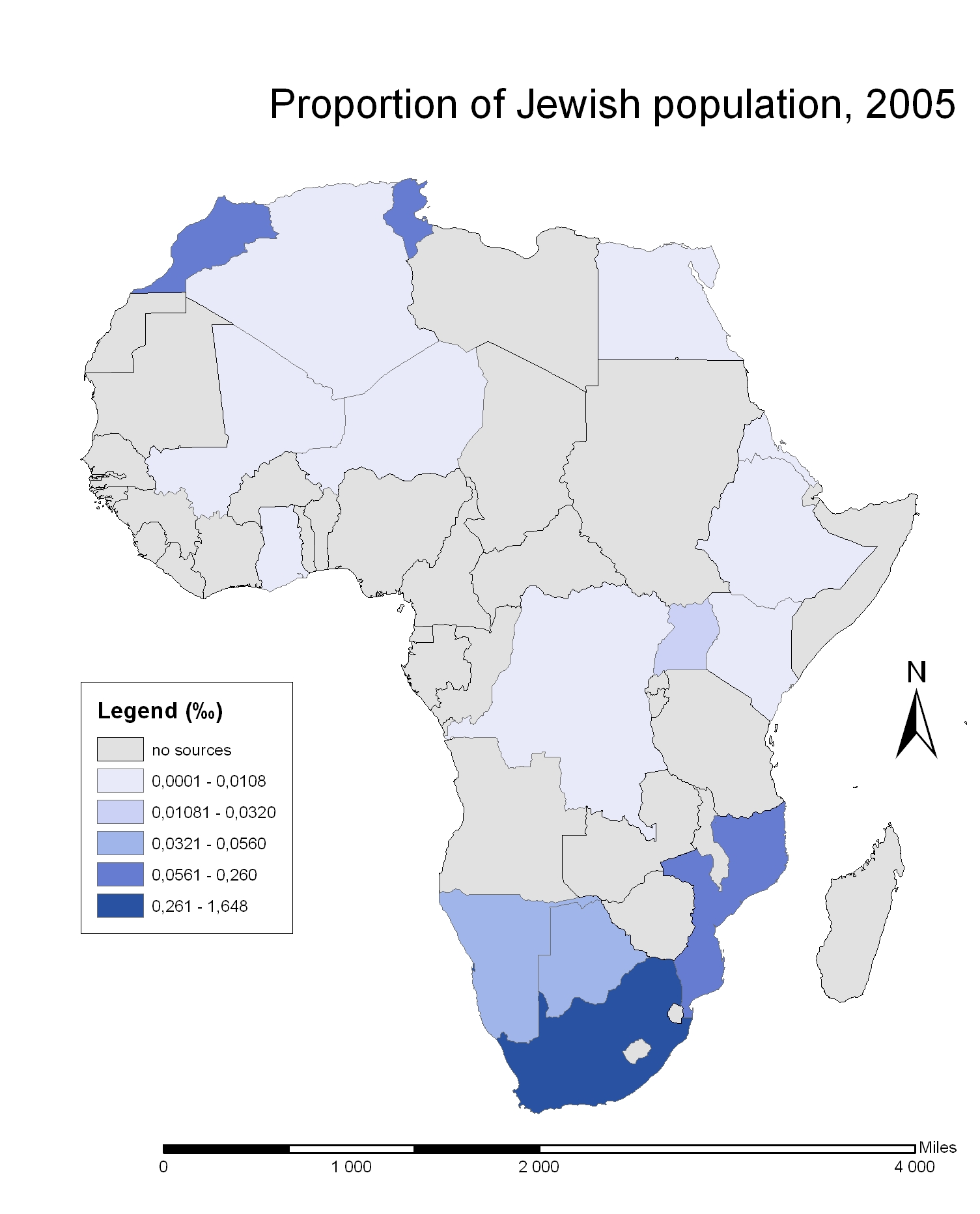
非洲犹太人口比例（2005年）

非洲犹太人是非洲的猶太人社群，其中塞法迪犹太人和米兹拉希犹太人主要居住在北非馬格里布；南非犹太人主要居住在南非；贝塔以色列移民到以色列前主要生活在現今埃塞俄比亚的阿姆哈拉州和提格雷州；柏柏爾猶太人歷史上主要居住在北非，而且很多人一度皈依伊斯兰教；此外還有已經同化，迄今已經不存在的猶太人社群，例如西非的比拉德苏丹犹太人。